# Beelemodon
"Beelemodon" es el nombre informal dado a un género no descrito de dinosaurios de finales del Jurásico. Era posiblemente un celurosauriano. Los fósiles de "Beelemodon" consisten en un esqueleto parcial, que fue encontrado en el estado de Colorado EE. UU.. El nombre primero apareció en 1997, cuando el paleontólogo Robert T. Bakker la mencionó durante un simposio para la academia de ciencias naturales. Hasta que el animal sea descrito completamente en un papel científico formal, "Beelemodon" sigue siendo a nomen nudum. El taxón se basa en los dientes pequeños, que podrían pertenecer a cualquiera de una gran variedad de terópodos pequeños de la Formación de Morrison, mostrando una semejanza a cualquier celurosauriano básico, incluyendo compsognátidos, oviraptorosaurianos y deinonicosaurianos basales. R. T. Bakker, lo describió como un omnívoro-carnívoro de un tamaño aproximado de entre un coyote y un lobo.